# Josef Müller-Brockmann
Josef Müller-Brockmann (9. května 1914 Rapperswil – 30. srpna 1996) byl švýcarský grafický designér a pedagog.
Patřil ke čtveřici grafiků, kteří v Curychu vydávali trojjazyčný časopis Neue Grafik – New Graphic Design – Graphisme actuel, který od roku 1958 přispíval k výsadnímu postavení „švýcarské školy“. Tento časopis se na rozdíl od mezinárodně orientovaného časopisu Graphis dominantně soustředil na domácí tvůrce. Mezi další vydavatele patřili Carlo Vivarelli, Richard Paul Lohse a Hans Neuburg. Byl velice aktivní v propagování principů moderního grafického designu, jeho trojjazyčné Dějiny vizuální komunikace a Dějiny plakátu patří dodnes k základní literatuře dějin grafického designu.
Müller-Brockmann si zaslouží pozornost i v jiné souvislosti. Už v 50. letech vícero kritiků vyčítalo švýcarskému grafickému designu sémantickou sterilitu a uniformitu, ve které se z grafického designu vytrácel život. Müller-Brockmann však ve svých koncertních plakátech dokázal spojit jasnost, čistotu a preciznost s vynalézavými výtvarnými řešeními evokujícími hudební rytmus a melodii. Dodnes slouží obhájcům modernismu jako argument pro tvrzení, že i v omezeném prostoru modernistických tvořivých principů mohou vnikat díla plná vitality a poezie.